# Liste des monuments à la Seconde Guerre mondiale en Macédoine du Nord
Cet article recense les monuments à la Seconde Guerre mondiale en Macédoine du Nord.

## Liste
| Monument                                                     | Lieu            | Artiste                                       | Date      | Coordonnées                       | Photo |
| ------------------------------------------------------------ | --------------- | --------------------------------------------- | --------- | --------------------------------- | ----- |
| Monument aux combattants tombés                              | Belčišta        | Jordan Grabuloski                             | 1958      |                                   |       |
| Monument aux combattants tombés                              | Belčišta        |                                               |           |                                   |       |
| Cimetière des Partisans de Bitola                            | Bitola          |                                               |           |                                   |       |
| Monument à la Révolution                                     | Bitolj          |                                               |           |                                   |       |
| Monument aux combattants tombés                              | Brvenica        |                                               |           |                                   |       |
| Monument aux combattants tombés                              | Debar           |                                               |           |                                   |       |
| Monument aux combattants tombés                              | Delčevo         |                                               |           |                                   |       |
| Monument à la Liberté                                        | Gevgelija       | Jordan Grabuloski                             | 1969      |                                   |       |
| Cimetière des Partisans de Gostivar                          | Gostivar        |                                               |           |                                   |       |
| Monument aux combattants tombés                              | Jelezna Reka    |                                               |           |                                   |       |
| Mausolée des combattants tombés et des victimes du fascisme  | Kavadarci       |                                               |           |                                   |       |
| Mausolée des combattants tombés et des victimes du fascisme  | Kičevo          | Jordan Grabuloski                             | 1963      |                                   |       |
| Cimetière des Partisans de Kočani                            | Kočani          |                                               |           |                                   |       |
| Monument à la Liberté                                        | Kočani          | Gligor Čemerski                               | 1977      |                                   |       |
| Monument aux combattants tombés                              | Kriva Palanka   |                                               |           |                                   |       |
| Cimetière des Partisans de Kruševo                           | Kruševo         |                                               |           |                                   |       |
| Monument à l'insurrection d'Ilinden                          | Kruševo         | Jordan et Iskra Grabuloska                    | 1974      | 41° 22′ 39″ nord, 21° 14′ 54″ est |       |
| Monument à la quinzième brigade macédonienne                 | Kruševo         |                                               |           |                                   |       |
| Monument à la Révolution                                     | Kumanovo        | Kosta Angeli Radovani                         | 1951-1962 |                                   |       |
| Monuments aux combattants tombés et aux victimes du fascisme | Leunovo         | Tome Serafimovski                             |           |                                   |       |
| Monument aux combattants tombés                              | Makedonski Brod |                                               | 1981      |                                   |       |
| Monument aux combattants tombés                              | Mordič          |                                               | 1977      |                                   |       |
| Monument aux combattants tombés                              | Mordič          |                                               | 1977      |                                   |       |
| Monument aux combattants tombés                              | Mramorets       |                                               |           |                                   |       |
| Monument aux combattants tombés                              | Nikiforovo      |                                               |           |                                   |       |
| Monument aux combattants tombés                              | Novo Selo       | Tome Serafimovski                             |           |                                   |       |
| Cimetière des Partisans d'Ohrid                              | Ohrid           |                                               |           |                                   |       |
| Monument au conseil de Prespa                                | Oteševo         | Jordan Grabuloski                             | 1973      |                                   |       |
| Monument aux combattants tombés                              | Podmočani       |                                               | 1975      |                                   |       |
| Monument aux Invaincus                                       | Prilep          | Bogdan Bogdanović                             | 1961      |                                   |       |
| Monument aux combattants tombés                              | Radiovce        |                                               |           |                                   |       |
| Monument aux victimes du fascisme                            | Rusjaci         |                                               |           |                                   |       |
| Complexe mémoriel de Butel                                   | Skopje          | Jordan Grabuloski et Dusan Pecovski           | 1961      |                                   |       |
| Monument aux combattants tombés                              | Skopje          |                                               |           |                                   |       |
| Monument aux combattants tombés                              | Skopje          |                                               |           |                                   |       |
| Monument aux combattants tombés                              | Skopje          |                                               |           |                                   |       |
| Monument à Duško Popović                                     | Skopje          |                                               |           |                                   |       |
| Monument à la guerre de libération nationale                 | Skopje          | Jordan Grabuloski                             | 1965      |                                   |       |
| Monument aux libérateurs de Skopje                           | Skopje          | Ivan Mirković                                 | 1955      |                                   |       |
| Monument à Père Nakova                                       | Skopje          |                                               |           |                                   |       |
| Monument à Periša Savelić                                    | Skopje          |                                               |           |                                   |       |
| Monument à Pero Nakov and Panče Pešev                        | Skopje          |                                               |           |                                   |       |
| Monument à la première session de l'ASNOM                    | Skopje          |                                               | 2012      |                                   |       |
| Monument à la première brigade macédonienne                  | Slivovo         | Jordan Grabuloski                             |           |                                   |       |
| Monument aux combattants tombés                              | Srbinovo        |                                               |           |                                   |       |
| Monument aux combattants tombés                              | Stenče          |                                               | 1980      |                                   |       |
| Complexe mémoriel des soldats tombés pour la Révolution      | Štip            | Bogdan Bogdanović                             | 1974      |                                   |       |
| Monument aux combattants tombés                              | Štip            |                                               |           |                                   |       |
| Monument aux combattants tombés                              | Struga          | Vojislav Vasiljević                           |           |                                   |       |
| Monument au 11 octobre 1941                                  | Strumica        |                                               |           |                                   |       |
| Monument à la Révolution                                     | Strumica        |                                               |           |                                   |       |
| Ossuaire de Strumica                                         | Strumica        | Благоја Колев                                 | 1979-1982 |                                   |       |
| Monument aux combattants tombés                              | Sveti Nikole    |                                               |           |                                   |       |
| Cimetière des Partisans de Totovo                            | Tetovo          |                                               |           |                                   |       |
| Monument aux femmes combattantes de la guerre de libération  | Tetovo          | Borka Avramova                                | 1961      |                                   |       |
| Monument aux combattants tombés                              | Trnica          |                                               |           |                                   |       |
| Monuments aux Jeunes martyrs                                 | Vatacha         | Jordan Grabuloski                             | 1962      |                                   |       |
| Cimetière des Partisans de Vélès                             | Vélès           |                                               |           |                                   |       |
| Ossuaire de Vélès                                            | Vélès           | Savo Subotin, Ljubomir Denović et Petar Mazev | 1979-1980 |                                   |       |
| Monument aux combattants tombés                              | Vroutok         |                                               |           |                                   |       |
| Monument aux combattants tombés                              | Železnec        |                                               |           |                                   |       |
| Monument aux combattants tombés                              | Zubovce         |                                               |           |                                   |       |